# Mabel Mercer
Pour les articles homonymes, voir Mercer.
Mabel Mercer, née le 3 février 1900 à Burton upon Trent (Angleterre) et morte le 20 avril 1984 à Pittsfield (Massachusetts), est une chanteuse  de cabaret née en Angleterre qui s'est produite aux États-Unis, en Grande-Bretagne et en Europe avec les plus grands du jazz et du cabaret. Elle était une interprète vedette chez Chez Bricktop à Paris, appartenant à l'hôtesse Bricktop, et a joué dans des clubs tels que Le Ruban Bleu, Tony's, le RSVP, le Carlyle, le St. Regis Hotel, et finalement son Byline Club. Parmi ceux qui assistaient fréquemment aux spectacles de Mercer se trouvait Frank Sinatra, qui ne cachait pas son émulation de ses techniques de phrasé et de narration. 

## Discographie
- 1942 : Porgy and Bess (3x10" 78-rpm set with Cy Walter & Todd Duncan; three songs by Mabel)
- c. 1945 : You Better Go Now (unreleased private recording)
- 1953 : Songs by Mabel Mercer, Vol. 1
- 1953 : Songs by Mabel Mercer, Vol. 2
- 1953 : Songs by Mabel Mercer, Vol. 3 (Written Especially For Her)
- 1955 : Mabel Mercer Sings Cole Porter
- 1956 : Midnight at Mabel Mercer's
- 1958 : Once in a Blue Moon
- 1960 : Merely Marvelous Mabel Mercer
- 1964 : Mabel Mercer Sings
- 1965 : The Art of Mabel Mercer (2x12" reissue of three 1953 10" Songs by Mabel Mercer LPs with one added track)
- 1968 : At Town Hall (live recording, with Bobby Short)
- 1969 : Second Town Hall Concert (live recording, with Bobby Short)
- 1974 : For Always (reissue of 1964 Mabel Mercer Sings)
- 1975 : A Salute to Mabel Mercer on her 75th Birthday (4x12" reissue of four 1955–60 LPs in commemorative box)
- 1980 : Echoes of My Life (her final studio recordings)
- 2002 : Previously Unreleased Live Performances (Legendary Performers)

## Monographies
- Haskins, James. Mabel Mercer: A Life. New York: Atheneum, 1987.  (ISBN 978-0-689-11595-0) (OCLC 16833675)
- Cheney, Margaret. Midnight at Mabel's: The Mabel Mercer Story: Centennial Biography of the Great Song Stylist. Washington, DC: New Voyage, 2000.  (ISBN 978-0-615-11345-6) (OCLC 44998437)